# Чугуш
Чугуш — горная вершина в западной части Большого Кавказа, в истоках реки Белая, является наивысшей точкой Республики Адыгея. Название имеет адыгские корни, и по различным версиям переводится как «Вершина земли», «Горное пастбище Чуа», «Покровительница деревьев». Абадзехи и шапсуги называли гору Ачажийшхо — «козлов (туров) старых вершина».
Сложена гора Чугуш гнейсами, кристаллическими сланцами и гранитами. На склонах буково-пихтовые леса, выше субальпийские луга; на северных и восточных склонах находятся десять каровых и висячих ледников площадью 1,2 км. С массива Чугуш начинаются истоки рек Березо́вой, Чессу и Киши, правых притоков реки Белой. К вершине Чугуша проложены альпинистские маршруты 2-А—2-Б категории сложности..